# Eupithecia subinduta
Eupithecia subinduta är en fjärilsart som beskrevs av Louis Beethoven Prout 1923. Eupithecia subinduta ingår i släktet Eupithecia och familjen mätare. Inga underarter finns listade i Catalogue of Life.